# Bokenäs gamla kyrka
Bokenäs gamla kyrka är en kyrkobyggnad sedan 2010 i Bokenäsets församling (tidigare i Bokenäs församling) i Göteborgs stift. Den ligger i Bokenäs i Uddevalla kommun.

## Kyrkobyggnaden
Det är en medeltidskyrka som troligen är uppförd före 1100 på en gammal offerplats med offerskålar strax utanför kyrkomuren. Kyrkans skyddshelgon var Sankt Nikolaus, senare tillkom ett altare för Sankt Botulf. Kyrkan kallades även Sankt Botulfs kyrka. När det närbelägna Dragsmarks kloster anlades under 1200-talet, kom Bokenäs att hamna under detta kloster.
Kyrkan är byggd av gråsten i skalteknik. Väggarna i långhuset är 180 cm tjocka. Kyrkan är vitrappad och har romansk anläggning med långhus, kor och halvrund absid samt vapenhus som utgör bottenvåningen av ett rödmålat torn. Tornet i trä är från 1700-talet. Ursprungligen var ingången till höger om koret (på bilden är det precis vänster om det mest högra fönstret). Den har bara små gluggar till fönster. Ursprungligen inga fönstergluggar alls på den norra sidan som brukligt var. Hela Trätornet byggdes till på kyrkans vapenhus på 1700-talet. Innan dess hade kyrkan klockstapel. Invändigt är kyrkan vitlimmad. Triumfbågen är bevarad i sitt ursprungliga skick. Till höger i koret finns en koringång som på ytterväggen är infattad i en skulpterad täljsten, vars mönster vittnar om att kyrkan kan vara byggd redan på 1000-talet.
På grund av det bristande underhållet efter församlingens kyrkbyte till Bokenäs nya kyrka blev det i början av 1900-talet stora hål i bland annat tak och i viss mån träväggarna i den gamla kyrkans trätorn. Bokenäs gamla kyrka restaurerades dock senare på 1910-talet och har därefter hållits i skick. Efter ytterligare en grundlig restaurering 1974-76, efter förslag av arkitekt Arne Nygård, kunde den återinvigas 1977. Eftersom interiören inte har moderniserats har kyrkorummet en sällsynt ålderdomlig karaktär.

## Takmålningar
Det tunnvälvda trätaket har målningar utförda 1770 av Johan Henric Dieden från Uddevalla. Ovanför långhusets mitt finns en gloria, omgiven av änglafigurer och ovan koret avbildas treenigheten. Gesimser och bjälkar är marmorerade, liksom dörrarna till de slutna bänkarna, som även har blomstermotiv. Allt utfört av Dieden.

## Inventarier
- Dopfunten, skuren i ek, är från 1765.
- Altaruppsatsen från 1773 och predikstolen från 1765 är tillverkade av bildhuggaren Johan Joakim Beckman och de liksom all inredning utom bänkarna bemålades av Johan Henric Dieden 1770.
- Altartavlan, västläktaren och bänkinredningen är från 1600-talet.
- På läktarbröstningen byggdes 1668 och är bemålad av Baltzar Wuchters. Motivet är Jesus och hans tolv apostlar.
- Den nuvarande kyrkklockan kom till genom gåvor 1961. Den gamla från 1786 flyttades till den nya kyrkan 1901.
- Votivskepp.
- Järnbeslagen fattigbössa är från 1737.

## Exteriör och kyrkogården

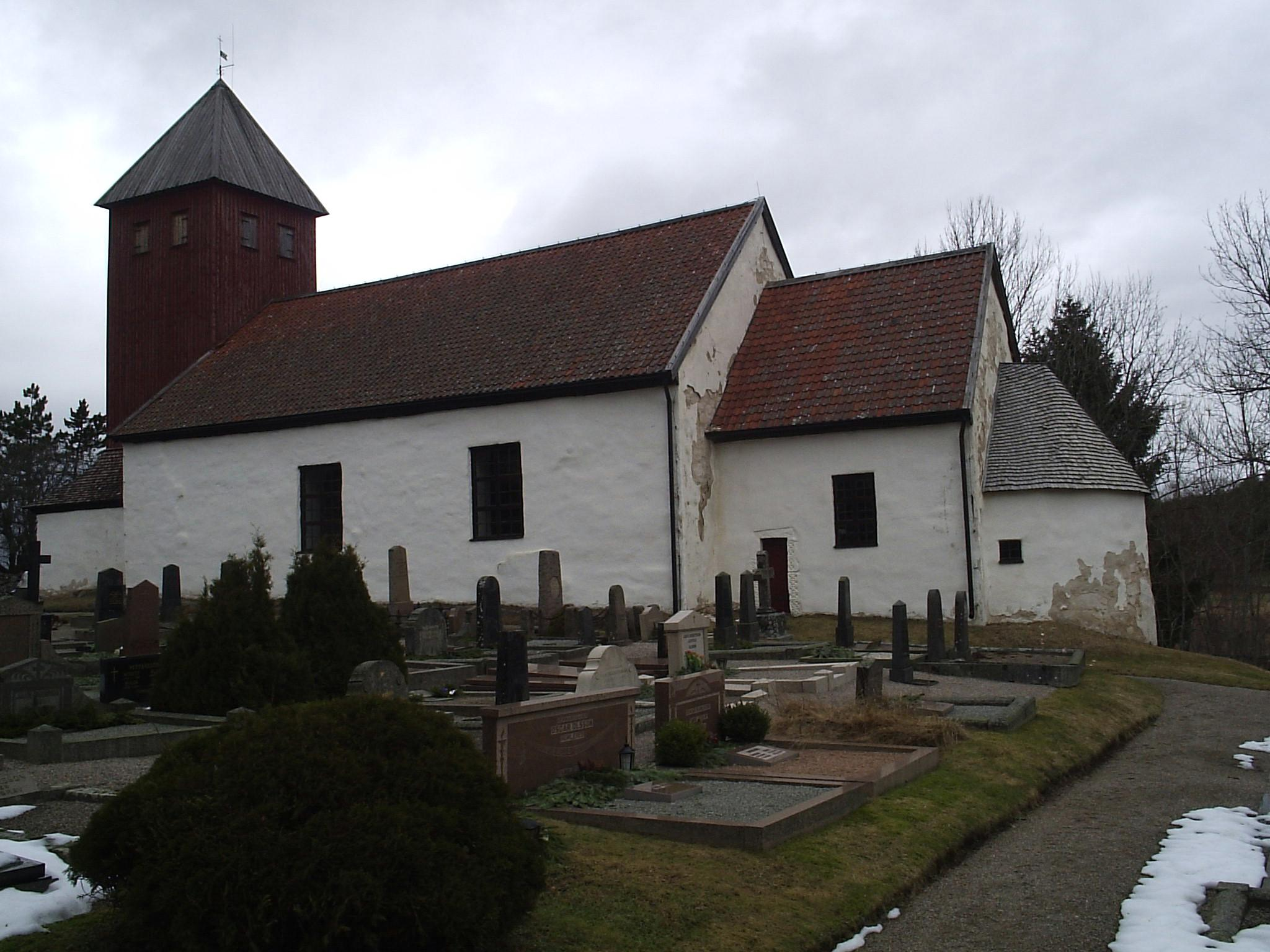
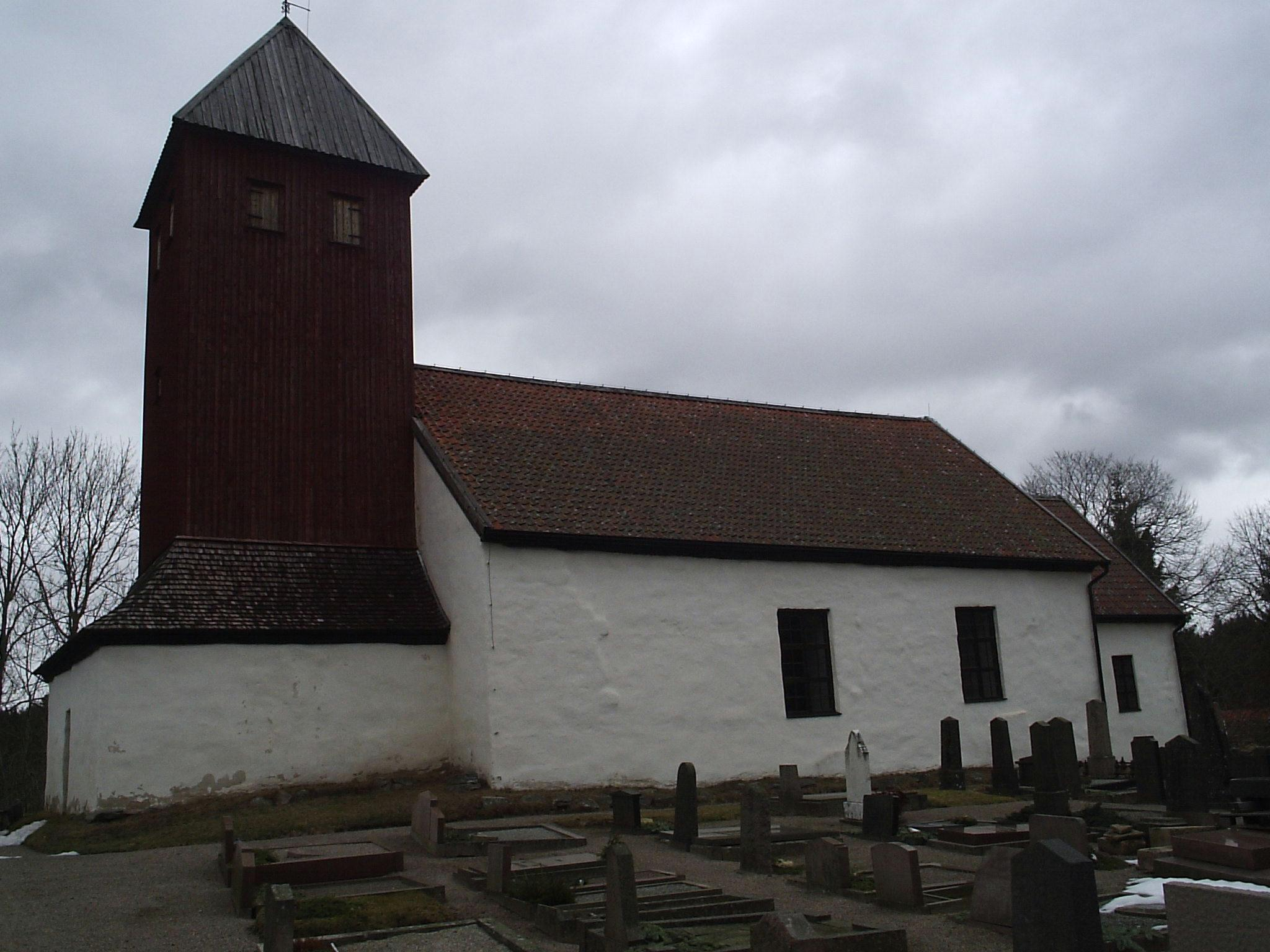
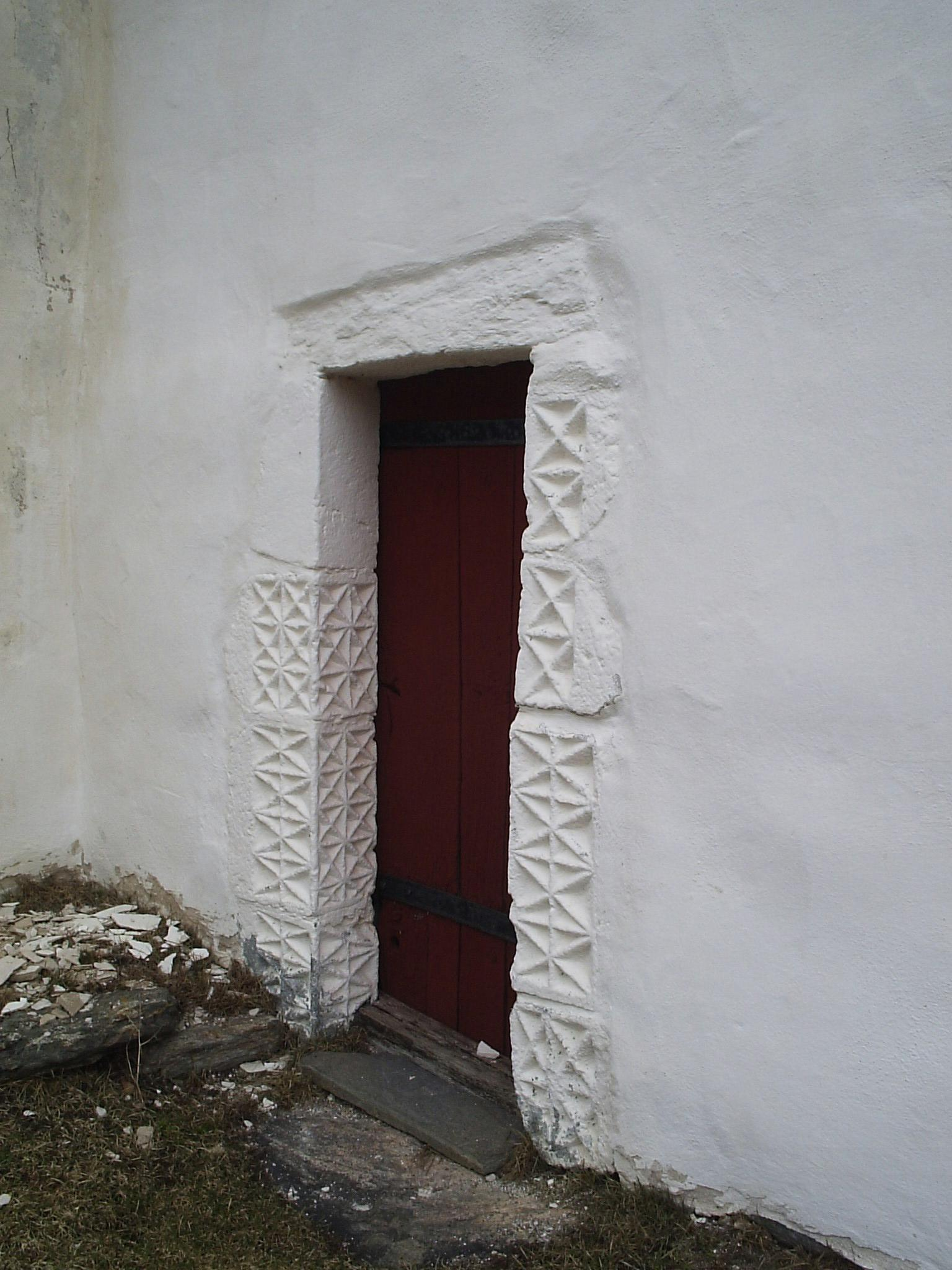
Koringång med mönster i täljsten
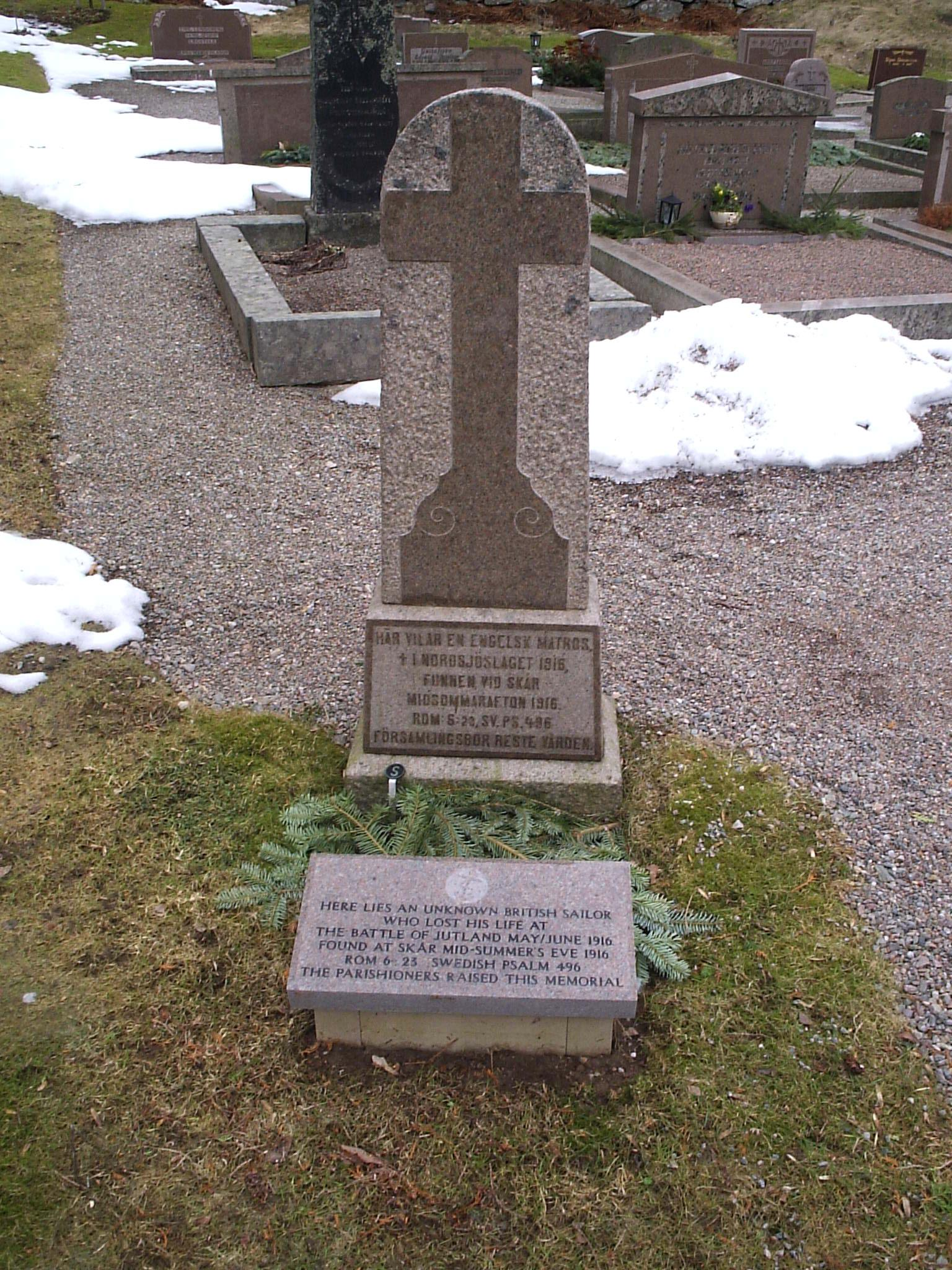
Här ligger en okänd soldats grav, en soldat som man dock vet var en brittisk seglare och som förlorade sitt liv vid slaget vid Jylland 1916.

## Interiör

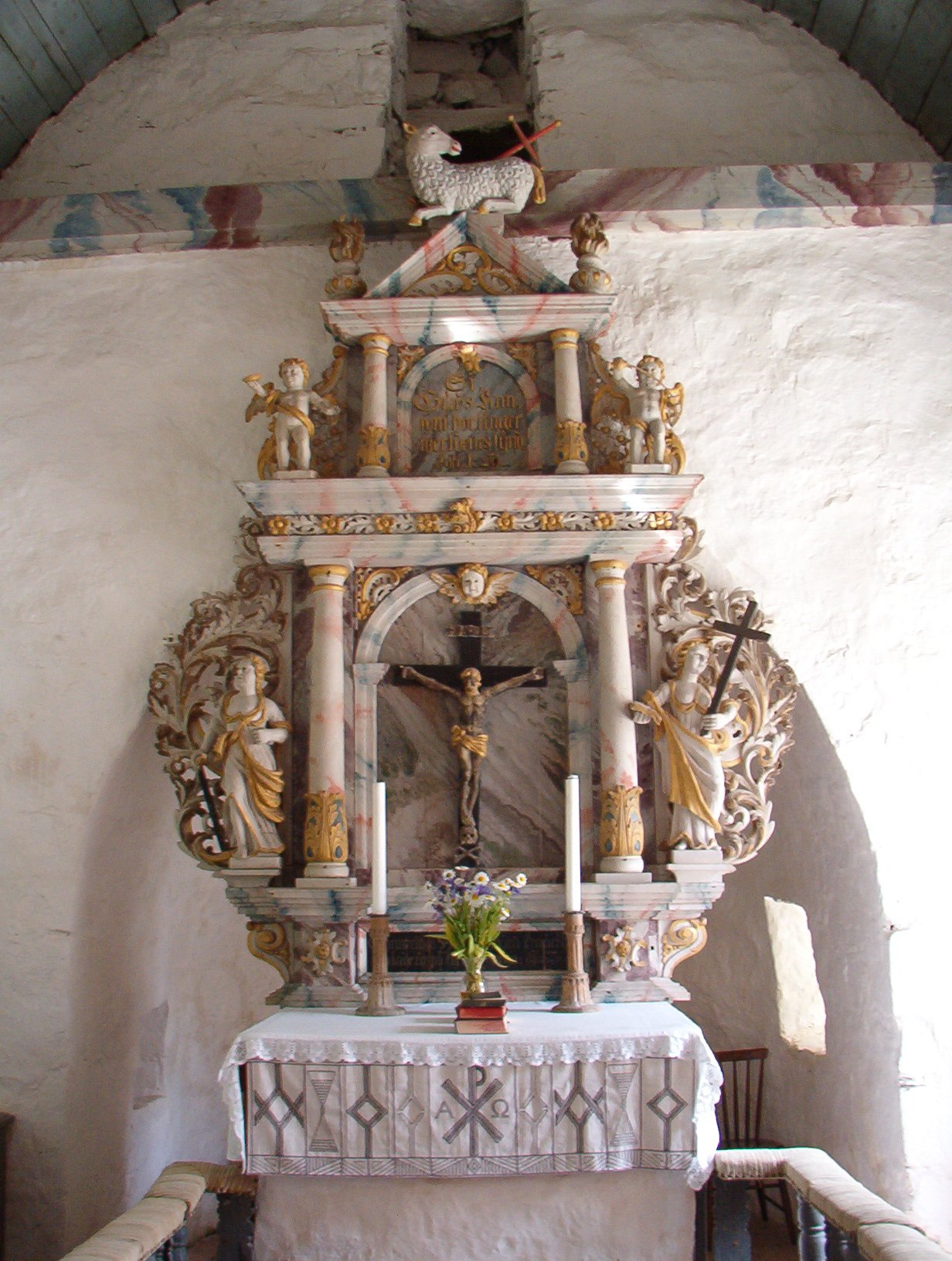
Altartavlan i renässansstil med den gamla absiden bakom
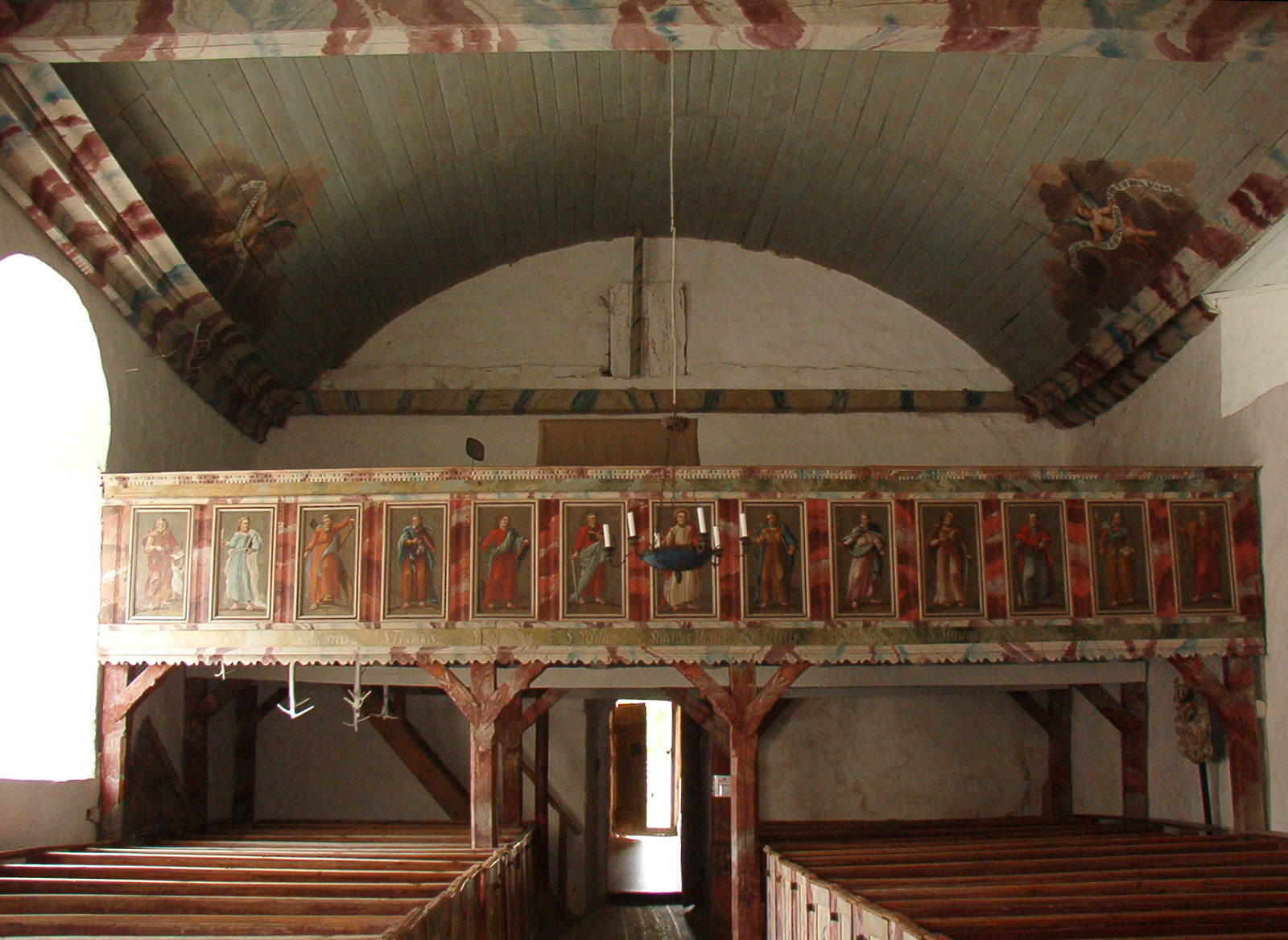
Orgelläktaren
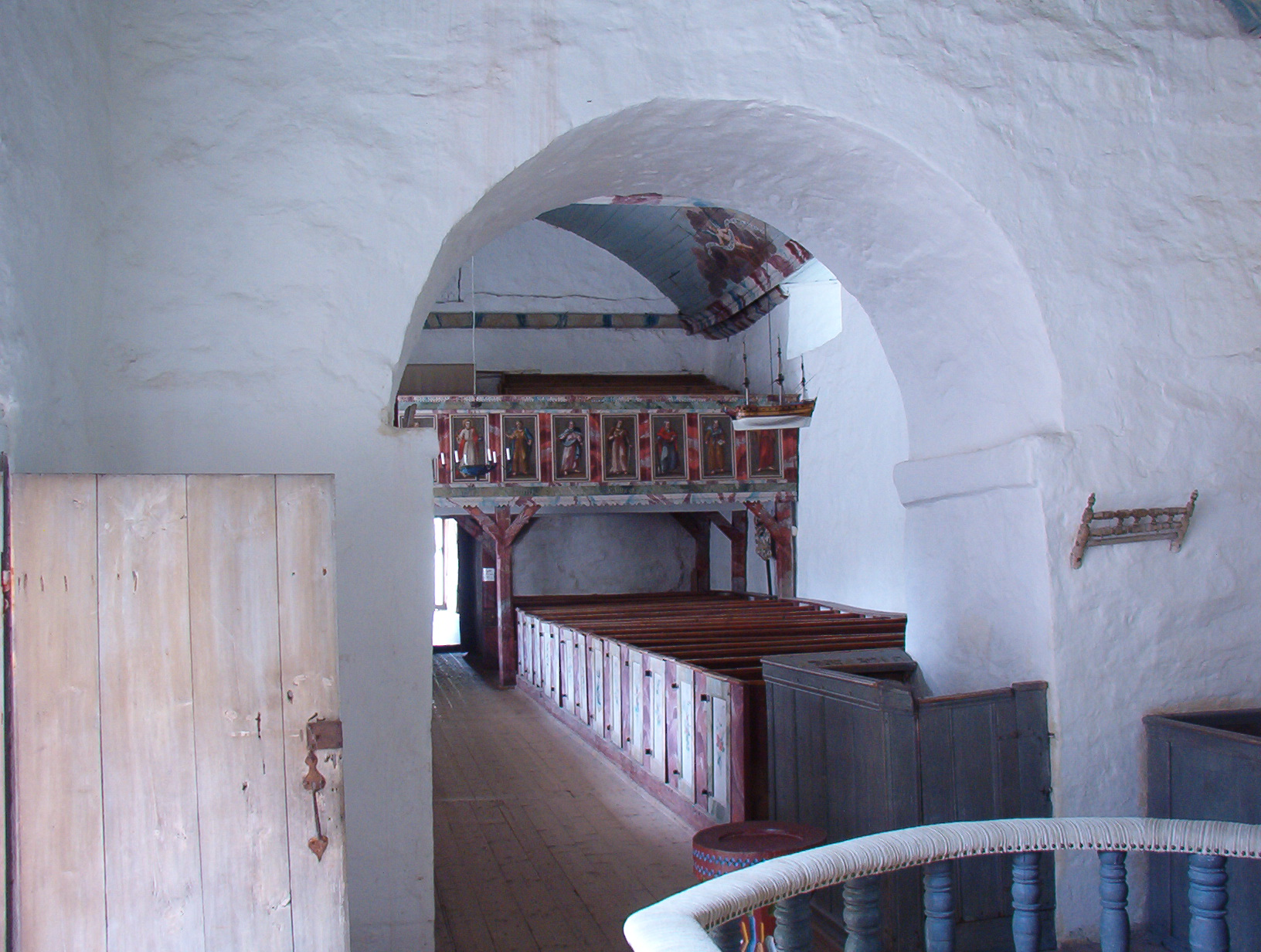
Interiörbild från kyrkans romanska kor med altarringen i förgrunden. Lägg märke till dörren till vänster och att koret här enligt typisk romansk stil är skilt från långhuset genom ett valv i korväggen
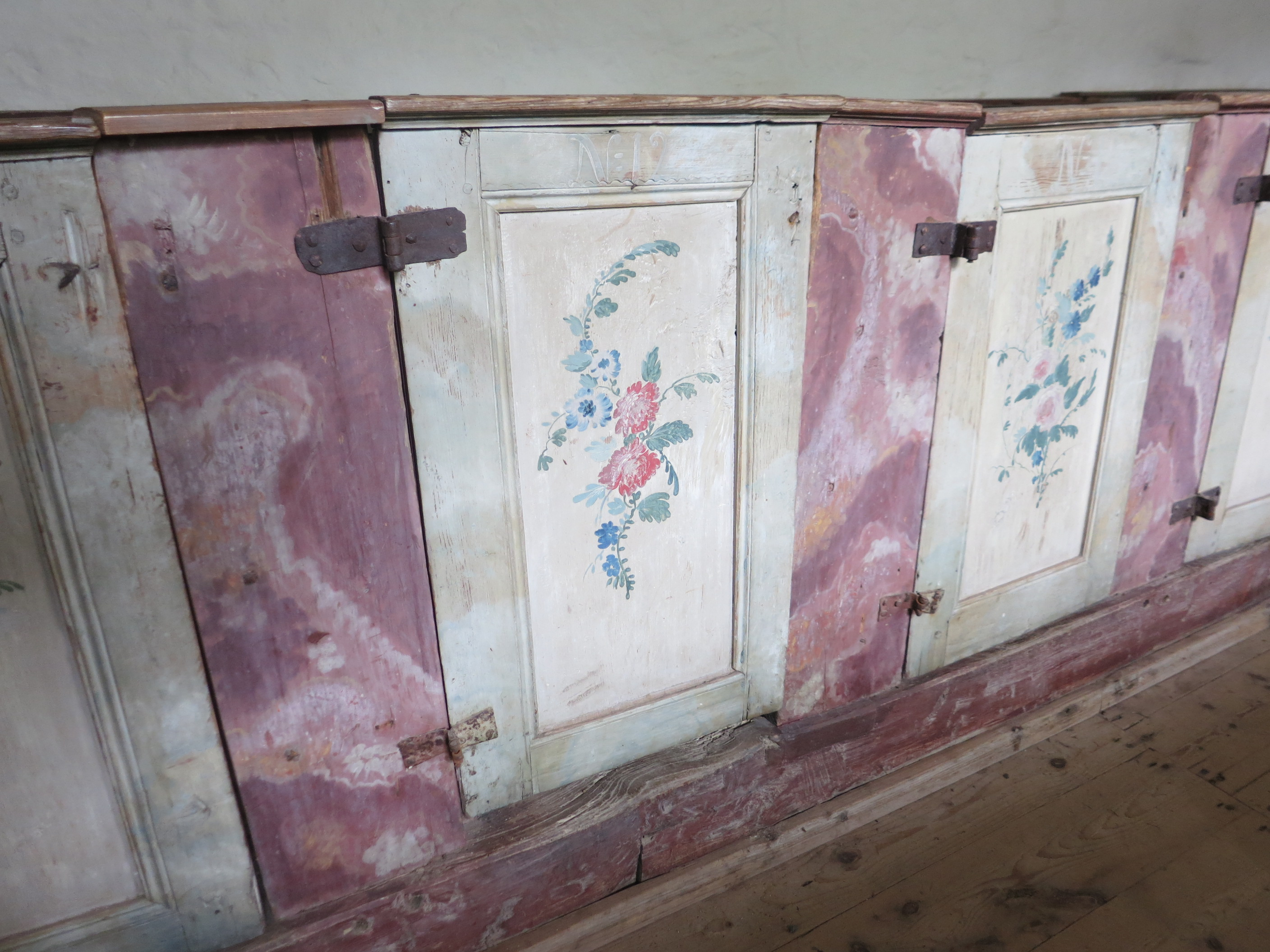
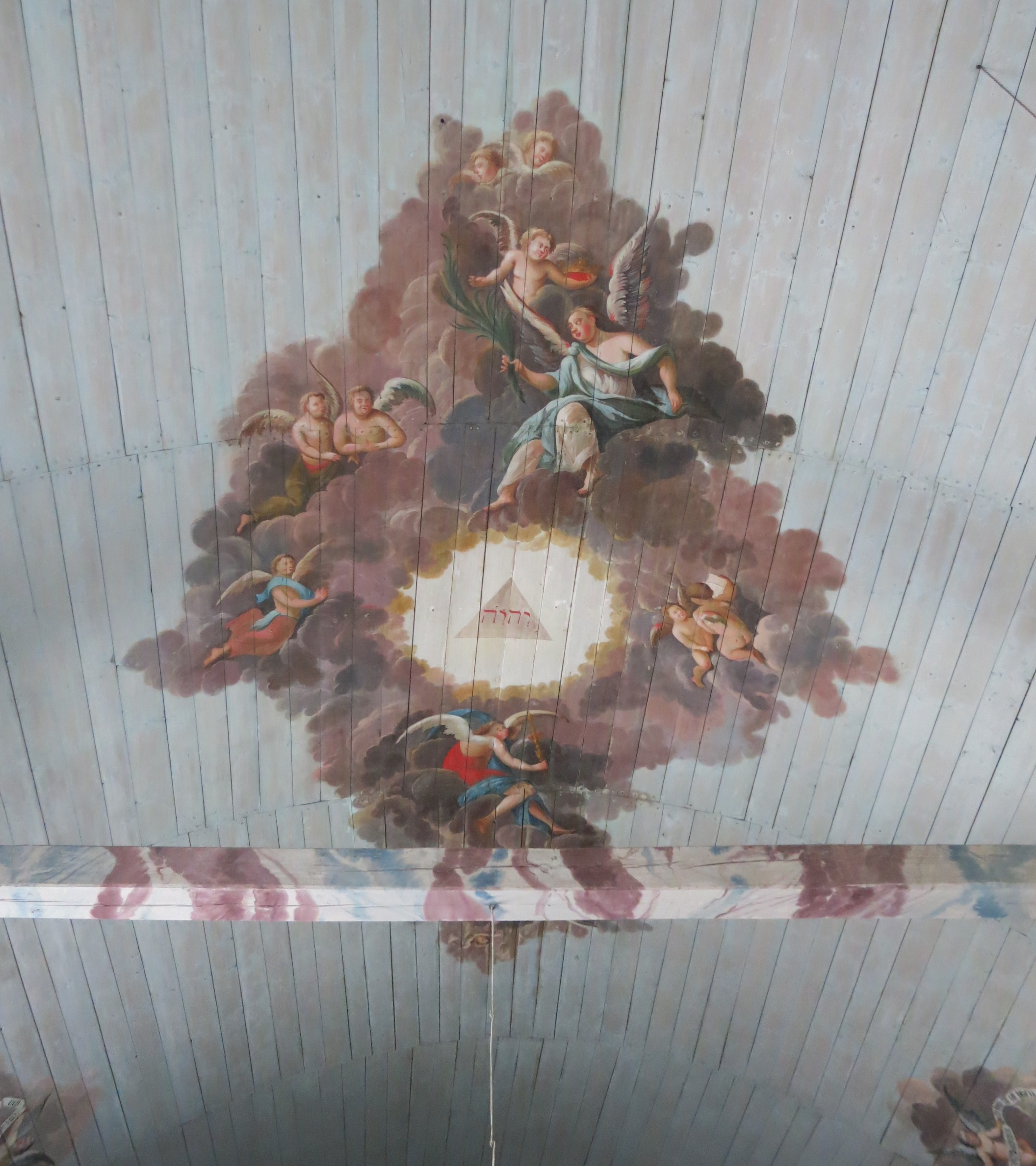
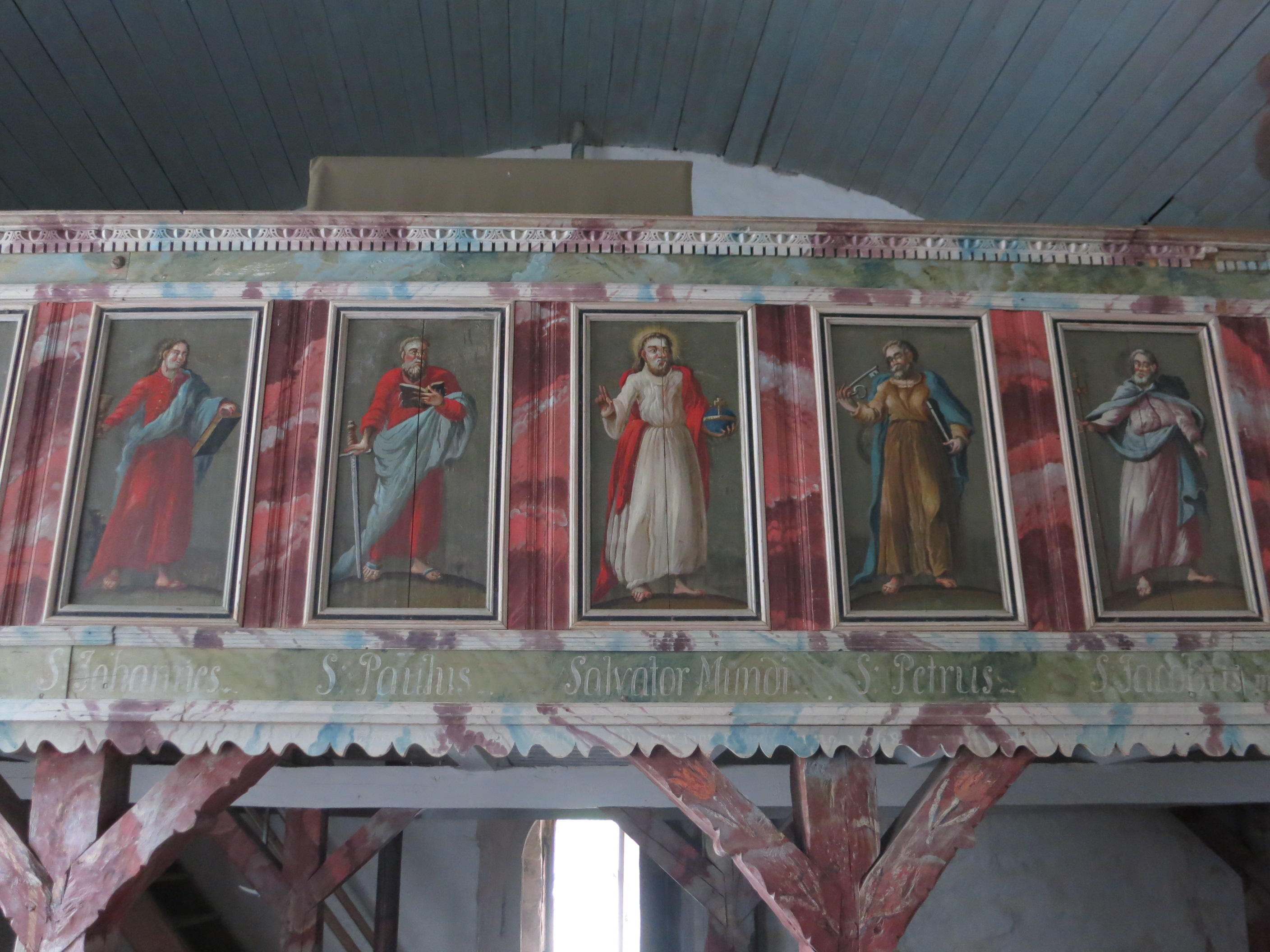

## Bilder från början av 1900-talet

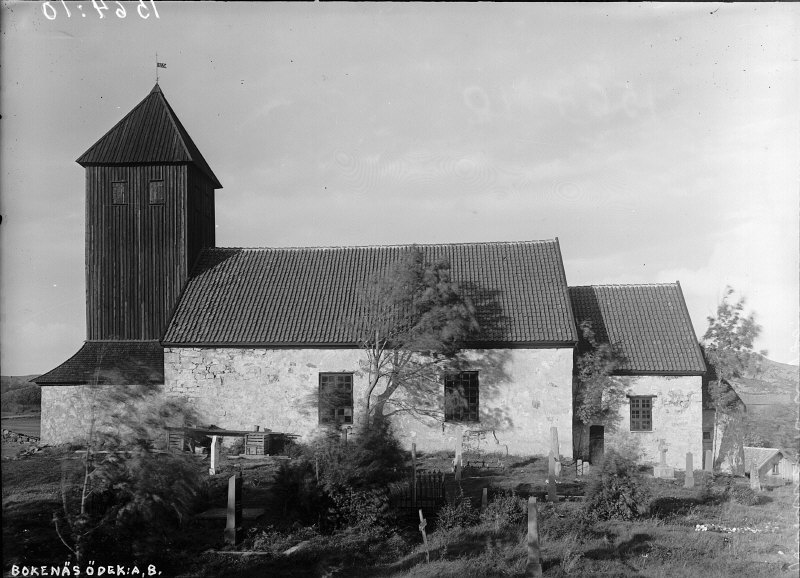
Bokenäs gamla kyrka 1919, efter en restaurering